# 桜の木の下
『桜の木の下』（さくらのきのした）は、aikoのメジャー通算2枚目のオリジナル・アルバム。2000年3月1日にポニーキャニオンから発売された。

## 解説
前作『小さな丸い好日』から11か月ぶりのオリジナル・アルバム。シングル「桜の時」「花火」「カブトムシ」を含む全10曲とボーナス・トラックを収録。
2000年5月1日付のオリコン週間アルバムチャートで売上枚数が100万枚を超え、ミリオンヒットとなった。なお、自身初のミリオンヒット作であり、アルバムでは一番売れた作品である。
初回限定盤はカラートレイ仕様で、ジャケット写真も裏表、どちらも違う写真になっている。初回盤と通常盤でジャケットが違うのは本作が初。
ボーナス・トラックである「恋愛ジャンキー」の歌詞のみ歌詞カードに印刷されておらず、通常盤版はCD帯の裏面、初回限定盤はカラートレイの下に表記されている。この曲がボーナス・トラックとして収録されたのは、曲順を考えた際に本作品のどこに入れても合わなかった為である。
初回盤（再発盤、復刻盤含む）及び通常盤初期流通品の歌詞カード「悪口」に誤植がある。
2005年6月29日には高音質なSACD（スーパーオーディオCD）として再リリースされている。
2008年3月12日にメジャー・デビュー10周年企画「aiko 10th Anniversary ちょっと嬉しいHappy Surprise vol.1」として1stから7thアルバムまで全ての旧作アルバムの初回限定仕様盤に本人デザインのオリジナルステッカーを封入して復刻発売された。ジャケットのタイトル文字の色は白から赤に変更されている。
2023年7月17日には『小さな丸い好日』『夏服』『秋 そばにいるよ』と同時に本作のLPレコードが発売された。

## 収録曲
| 全作詞・作曲: AIKO、全編曲: 島田昌典。 |                                                              |       |            |       |
| #                                      | タイトル                                                     | 作詞  | 作曲・編曲 | 時間  |
| 1.                                     | 「愛の病」                                                   | AIKO  | AIKO       | 4:15  |
| 2.                                     | 「花火」                                                     | AIKO  | AIKO       | 4:36  |
| 3.                                     | 「桜の時」                                                   | AIKO  | AIKO       | 4:23  |
| 4.                                     | 「お薬」                                                     | AIKO  | AIKO       | 5:45  |
| 5.                                     | 「二人の形」                                                 | AIKO  | AIKO       | 5:46  |
| 6.                                     | 「桃色」                                                     | AIKO  | AIKO       | 4:35  |
| 7.                                     | 「悪口」                                                     | AIKO  | AIKO       | 3:53  |
| 8.                                     | 「傷跡」                                                     | AIKO  | AIKO       | 4:02  |
| 9.                                     | 「Power of Love」                                            | AIKO  | AIKO       | 4:59  |
| 10.                                    | 「カブトムシ〜恋愛ジャンキー（えせボーナストラックちっく）」 | AIKO  | AIKO       | 10:04 |
| 合計時間:                              | 合計時間:                                                    | 52:18 |            |       |

## 曲解説
1. 愛の病
2. 花火
3rdシングル。
テレビ朝日系列『激マジ!!〜ティーンのホンネ〜』エンディングテーマ
サークルK「冷やし中華」CMソング
テレビアニメ『まっすぐにいこう。』エンディングテーマ
3. 桜の時
5thシングル。
「カルピスウォーター」TV-CMソング。
4. お薬
フジテレビ系列「晴れたらイイねッ!」オープニングテーマ
清涼飲料水のタイアップの依頼があったが、タイトルが薬だったため見送られた。
5. 二人の形
6. 桃色
4thシングル『カブトムシ』のC/W。
NTTドコモ「Docomo502i」TV-CMソング。
7. 悪口
8. 傷跡
9. Power of Love
インディーズアルバム『astral box』の4thトラックにも収録。
10. カブトムシ
4thシングル。
TBS系『COUNT DOWN TV』1999年12月度エンディングテーマ
フジテレビ系列5局ネット「ジョビれば⁉」エンディングテーマ
11. 恋愛ジャンキー（えせボーナストラックちっく）
CDでは「カブトムシ」演奏終了後、しばらく無音が続き、6分09秒から開始。
配信ではトラックが区切られている[4]。
なお、アナログ盤では無音部分がなく、通常の11曲目として収録されている。

## 演奏
- aiko
  - Vocal
  - 口笛 (#7)
  - 雄叫び (#11)
- 島田昌典
  - Piano (#1-6.8.10.11)
  - Hammond (#1.2.3.5.8.9)
  - Guitars (#3.6)
  - Wurlitzer (#7)
  - Programming (#1.2.4.5.6.9.10.11)
- 河村智康：Drums (#1)
- スティング宮本：Bass (#1.3.4.5.9)
- 狩野良昭：Guitars (#1.2.5.6.9.10.11)
- ヤヒロトモヒロ：Percussion (#1.3.4.8)
- 小畑隆彦：Drums (#2.11)
- 佐藤研二：Bass (#2.11)
- 佐野康夫：Drums (#3.4.8)
- 長田進：Guitars (#3.4)
- 松永俊弥：Drums (#5.6.9.10)
- 小坂武巳・中路英明：Trombone (#5.9)
- 木村佳代子・近藤和彦：Tenor Sax (#5.9)
- 小野田清文：Bass (#6)
- 駒沢裕城：Pedal Steel Guitar (#7)
- 古川昌義：Acoustic Guitar (#7)
- バカボン鈴木：Wood Bass (#8)
- 小倉昌浩：Acoustic Guitar (#8)
- 下神竜哉・斎藤幹雄：Trumpet (#9)
- The Hand Clappers (gumby, 願掛け男, Tara, 愛妻家, ダンサー)：Hand Claps(#9)
- 上田ケンジ：Bass (#10)

## 発売形態
| 仕様               | 発売日         | ジャケットタイプ   | 備考 |
| ------------------ | -------------- | ------------------ | --- |
| 初回限定盤         | 2000年03月01日 | 初回限定ジャケット | シュリンクに2枚シール貼付。(1)透明地に赤色文字で「初回限定特別仕様盤」記載。(2)透明地に青色文字で「カルピスウォーター」記載。ツアーの追加告知チラシ封入。                                                    |
| 通常仕様盤         | 2000年03月01日 | 通常ジャケット     | 初期流通品はシュリンクに1枚シール貼付。初回盤と同じ透明地に青色文字で「カルピスウォーター」記載と白地に青色文字で「カルピスウォーター」記載（歌詞カード誤植修正後）の2種がある。ツアーの追加告知チラシ封入。 |
| 初回限定盤【再発】 | 2001年09月20日 | 初回限定ジャケット | シュリンクにシールなし、ツアーの追加告知チラシなし。左端に半円の溝が2箇所あるタイプのカラートレイ。「小さな丸い好日」初回盤再々発と同時発売。                                                                |
| SACD盤             | 2005年06月29日 | 通常ジャケット     | スーパーオーディオCD。 |
| 初回限定盤【復刻】 | 2008年03月12日 | 初回限定ジャケット | ジャケットタイトル文字を白色から赤色に変更。オリジナルステッカー封入。帯のロゴマークが新しいものに変更されている。                                                                                           |
| アナログ盤         | 2023年07月17日 | 通常ジャケット     | ジャケットタイトルが赤文字。 |

※SACD盤とアナログ盤を除いて品番、発売日の表記は全ての仕様で同一である。
※初回限定盤の完売後に店頭再発売される前にコンサート会場で再発盤が販売されていた時期があった。